# Badessa ampycoides
Genre
Espèce
Badessa ampycoides, unique représentant du genre Badessa, est une espèce d'opilions laniatores de la famille des Samoidae.

## Distribution
Cette espèce est endémique des Fidji. Elle se rencontre sur Viti Levu.

## Description
Le mâle holotype mesure 3 mm.

## Publication originale
- Sørensen, 1886 : « Opiliones. » Die Arachniden Australiens nach der Natur beschrieben und abgebildet, p. 53–86.